# 정준택
정준택(鄭準澤, 1911년 ~ 1973년 1월 11일)은 조선민주주의인민공화국의 정치인, 공무원이다. 초대 조선민주주의인민공화국 국가기획위원장(1948년)과 부총리를 역임하였다.
일제강점기 조선에서 태어났으며, 출생지는 경기도 부평군, 함경남도, 개성시 등 확실하지 않다. 경성고등공업학교를 졸업하고 화학공장 기사로 일하는 등 기술관료로서 활동하였다. 한반도 분단 이후 북한에서 기술관료로 활동하여, 고위직에 별탈없이 올랐다.
1948년 9월 내각 국가계획위원장, 1957년 9월 20일 조선민주주의인민공화국 내각 제5대 부총리(공동), 1958년 10월 6대 부총리, 1962년 10월 23일 제7대 부총리에 선출되었다. 1962년 10월 다시 국가계획위원장에 피선되었다. 그러다 1973년 1월 11일 평양에서 심장마비로 사망하였다.
그의 아들인 정경택은 현재 조선인민군 총정치국장이다.

## 같이 보기
- 조선민주주의인민공화국 국가계획위원회
- 리종옥
- 강성산
- 김광협